# 浅原正和
浅原 正和（あさはら まさかず、1982年 - ）は、日本の生物学者。愛知学院大学教養部准教授。学位は、博士（理学）（京都大学）。専門は多様性生物学・分類学・進化生物学。

## 概要
専門は多様性生物学、分類学、進化生物学。哺乳類の頭骨や歯の形態進化の研究で知られている。比較形態学の観点から、ネコ目などの頭骨や歯の標本の変異性と進化のパターンを比較することで、変異性が哺乳類の進化に与える影響について研究してきた。
また、日本で初めてカモノハシの専門書を上梓したことでも知られている。

## 来歴

### 生い立ち
1982年（昭和57年）静岡県生まれ、静岡県掛川市育ち。小学生の頃、学術雑誌でカモノハシの存在を知り、「変な特徴ばかりで衝撃を受けた」という。しかし、当時の日本では動物園や水族館でカモノハシは飼育されておらず、専門書も出版されていなかったことから、カモノハシに憧れるようになった。その後、静岡県立大学に進学したものの、のちに中途退学した。2003年京都大学農学部資源生物科学科に進学。京都大学総合博物館の研究室に出入りするようになり、カモノハシの祖先の化石について研究した。また、大学3年生でオーストラリアを訪れ、実際のカモノハシを初めて目にした。2006年4月より農学部の生態情報開発学分野に在籍。2007年、京都大学卒業（学士（農学））。同年4月、京都大学大学院理学研究科生物科学専攻に進学、動物系統学研究室に在籍した。2009年3月、修士課程修了、修士（理学）。大学院在学中に、「Variability and evolvability in mammalian dentition」と題した博士論文を執筆した。博士号を取得する目途がついたことから、2013年春よりカモノハシの本格的な研究に着手した。同年3月、京大院博士課程修了、3月25日付で博士（理学）。

### 生物学者として
大学院在籍中の2009年4月から2011年3月にかけて、京都大学のグローバルCOEプログラムを担当するリサーチアシスタントを務めた。2011年4月より、日本学術振興会特別研究員。2013年4月、京都大学霊長類研究所教務補佐員。また、それと並行して、2013年9月から2017年3月まで、中京大学国際教養学部非常勤講師を兼任。2015年4月、三重大学教養教育機構特任講師。2017年4月、愛知学院大学教養部に講師として着任し、2021年6月より准教授となっている。

## 研究

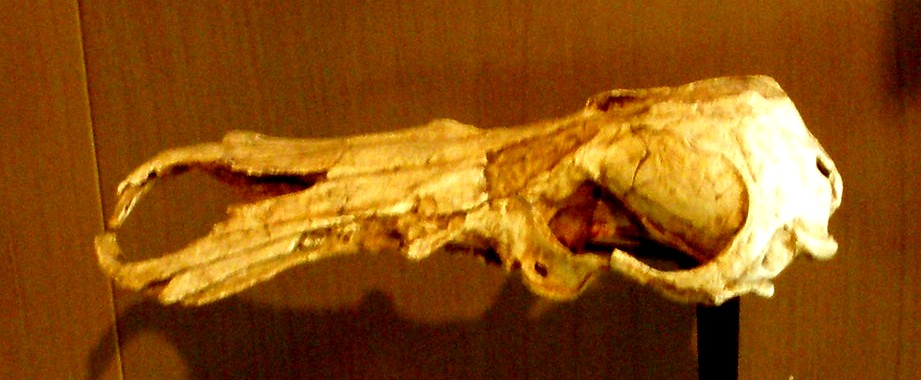
オブドゥロドン属の一種であるObdurodon dicksoniの頭骨（アメリカ自然史博物館蔵）

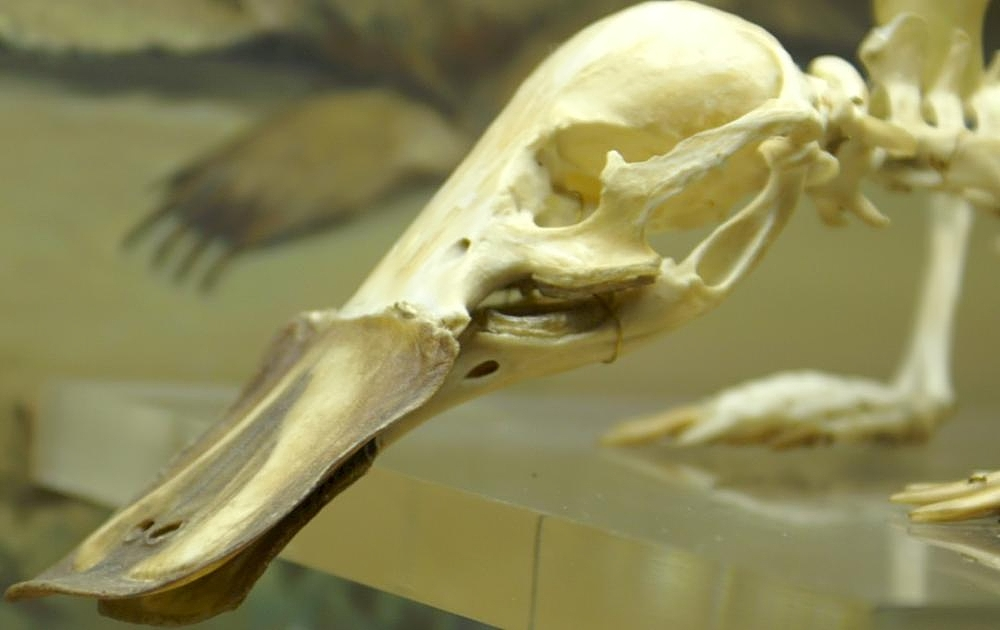
カモノハシ属の一種であるOrnithorhynchus anatinusの頭骨（国立自然史博物館蔵）

専門は生物学であり、特に多様性生物学、分類学、進化生物学といった分野の研究に従事した。具体的には、比較形態学の観点から、哺乳類の頭骨や歯の標本の変異性と進化のパターンを比較し、変異性が哺乳類の進化に与える影響について研究していた。イヌ科、アザラシ上科、イタチ科、といったネコ目の動物や、トガリネズミ目の動物を研究対象に取り上げていた。研究は基本的な形態学の枠に留まらず、実験発生学に基づく発生モデルの検討に加え、機能形態学の知見も取り込んだものである。その結果、イヌ科の動物が多様な食性に適応して進化することができた理由を明らかにした。
また、幼少期からカモノハシ目の動物に興味を持っており、のちに日本で初めてカモノハシの専門書を上梓している。カモノハシ科の化石種と現生種の形態を比較することで、カモノハシが歯を失った理由について論じていた。カモノハシが餌を摂る領域が水中から水底に変化し、視覚より電気感覚に依存するようになったことで、神経が発達し歯の生える空間がなくなったからという説を提唱した。なお、従来の定説では、カモノハシの祖先の嘴の感覚器官は、中生代の時点で既に鋭敏に発達していたと考えられていた。しかし、浅原らの研究により、中新世のカモノハシの祖先であるオブドゥロドン属はそこまで発達していないことが明らかとなり、オブドゥロドン属よりあとになって鋭敏に発達してきたことが示唆されている。
日本哺乳類学会の大会での「哺乳類臼歯における食性適応に伴う形態進化のパターン」と題した発表が評価され、日本哺乳類学会大会最優秀ポスター賞を受賞している。また、これまでの「変異性に着目した哺乳類における多様な形態学的研究――歯と頭骨を中心として」に関する業績が評価され、2016年9月、日本哺乳類学会奨励賞受賞。また、「脊椎動物の頭部と歯の比較形態学的研究」が評価され、2019年8月、日本進化学会研究奨励賞受賞。
日本進化学会、日本哺乳類学会、日本動物学会、日本人類学会、生き物文化誌学会などに所属していた。

## 略歴
- 1982年 - 静岡県で生まれる[1]。
- 2007年 - 京都大学農学部卒業[3][7]
- 2009年
  - 京都大学大学院理学研究科修士課程修了[3][7]
  - 京都大学リサーチアシスタント[7]
- 2011年 - 日本学術振興会特別研究員[3][7]
- 2013年
  - 京都大学大学院理学研究科博士課程修了[3][7]
  - 京都大学霊長類研究所教務補佐員[3][7]
  - 中京大学国際教養学部講師[7]
- 2015年 - 三重大学教養教育機構特任講師[3][7]
- 2017年 - 愛知学院大学教養部講師[3][7]
- 2021年 - 愛知学院大学教養部准教授

## 賞歴
- 2010年 - 日本哺乳類学会大会最優秀ポスター賞[13]
- 2016年 - 日本哺乳類学会奨励賞[3]
- 2019年 - 日本進化学会研究奨励賞[3]

## 著作

### 単著
- 浅原正和著『カモノハシの博物誌――ふしぎな哺乳類の進化と発見の物語』技術評論社、2020年。ISBN 9784297115128

### 監修、協力、等
- 「くちばしでえさを探るカモノハシ」『ふしぎ動物図鑑』ニュートンプレス、2015年、132-135頁。ISBN 9784315520132
- 「カモノハシ」『こども大百科もっと大図解』小学館、2018年、36-37頁。ISBN 9784092211636

### 論文
- 本川雅治・浅原正和稿「哺乳類にみられる歯の形態的多様性と個体変異」『霊長類研究所年報』38号、京都大学霊長類研究所、2008年8月31日、89-89頁。ISSN 02864568
- 本川雅治・浅原正和稿「哺乳類に見られる歯の形態的多様性と個体変異」『霊長類研究所年報』39号、京都大学霊長類研究

2009年9月10日、104-105頁。ISSN 02864568
- 鈴木聡ほか稿「奈良県和佐又山および大普賢岳における哺乳類の捕獲記録」『日本生物地理學會會報』64巻、日本生物地理学会、2009年12月20日、3-11頁。ISSN 00678716
- 浅原正和・小薮大輔・竹下毅稿「哺乳類における食性と形態進化」『哺乳類科学』50巻1号、日本哺乳類学会、2010年6月30日、103-104頁。ISSN 0385437X
- 浅川満彦ほか稿「青海省チベット高原で捕獲されたスズメ目鳥類の外部計測値」『酪農学園大学紀要』自然科学編、35巻1号、酪農学園大学、2010年10月、73-75頁。ISSN 0388001X
- 浅原正和ほか稿「クマ科の臼歯はどう進化したか――分類群に特徴的な形態形質の発生学的基盤をさぐる」『霊長類研究』29巻、日本霊長類学会、2013年、82頁。
- 浅原正和稿「生物学の教育教材としての博物館展示の一例と博物館を教育に利用する意義について」『中京大学教師教育論叢』3巻、中京大学国際教養学部、2013年、45-52頁。ISSN 21869553
- 浅原正和稿「1905年にニューヨークの動物園にいたあるタヌキの来歴」『三重大学教養教育機構研究紀要』1号、三重大学学務部教養教育機構、2016年3月31日、23-28頁。ISSN 24239011
- Masakazu Asahara, et al., "Comparative cranial morphology in living and extinct platypuses -- Feeding behavior, electroreception, and loss of teeth", Science Advances, Vol.2, No.10, American Association for the Advancement of Science, October 12, 2016. ISSN 23752548
- 浅原正和稿「オーストラリアの“カモノハシ外交”を概観する――第二次世界大戦から現在まで」『三重大学教養教育機構研究紀要』2号、三重大学教養教育機構、2017年3月31日、1-18頁。
- 浅原正和稿「『Variation』の訳語として『変異』が使えなくなるかもしれない問題について――日本遺伝学会の新用語集における問題点」『哺乳類科学』57巻2号、日本哺乳類学会、2017年12月、387-390頁。ISSN 0385437X
- 浅原正和ほか稿「生物多様性から抽出された情報により多様性形成の遺伝的・発生学的・適応的基盤をさぐる」『哺乳類科学』58巻1号、日本哺乳類学会、2018年、119-120頁。ISSN 0385437X

### 寄稿
- 浅原正和稿「哺乳類の形態進化の研究を志して」『哺乳類科学』57巻2号、日本哺乳類学会、2017年12月、381-386頁。ISSN 0385437X

### 講演録
- 浅原正和・上杉龍士・刑部正博稿「ナミハダニにおけるヘキシチアゾクス抵抗性遺伝子とエトキサゾール抵抗性遺伝子の連鎖に関する研究」『日本応用動物昆虫学会大会講演要旨』51号、日本応用動物昆虫学会、2007年3月1日、85頁。

## 関連人物
- 浅川満彦
- 本川雅治